# 1 KS Ślęza Wrocław
1 KS Ślęza Wrocław – wrocławski klub sportowy, założony 16 czerwca 1945 roku, pięć tygodni po kapitulacji Twierdzy Wrocław. Inicjatorami powstania było siedemnastu działaczy sportowych oraz zawodników, a klub stał się jednym z symboli odradzającego się życia sportowego we Wrocławiu.
W przeszłości Ślęza prowadziła działalność w wielu dyscyplinach, m.in. w pływaniu, lekkoatletyce, piłce wodnej, piłce ręcznej, boksie, tenisie stołowym i ziemnym, koszykówce, kajakarstwie, kolarstwie, hokeju na lodzie oraz łyżwiarstwie. Obecnie funkcjonują dwie sekcje: żeńska sekcja koszykówki oraz męska sekcja piłki nożnej.
Od lipca 2006 do końca stycznia 2009 roku klub występował pod nazwą I Towarzystwo Sportowe Intakus-Ślęza Wrocław. Po fuzji z Gawinem Królewska Wola powrócono do nazwy Ślęza Wrocław. W tym okresie klub zmagał się z problemami finansowymi, a po spadku z II ligi nie otrzymał licencji na grę w III lidze. Dzięki staraniom działaczy, z dyrektorem sekcji Pawłem Pałysem na czele, drużyna rozpoczęła rywalizację w IV lidze, w której spędziła dwa sezony, by w 2012 roku awansować do III ligi.
W sezonie 2012/2013 piłkarze zajęli 2. miejsce w III lidze, przegrywając awans z UKP Zielona Góra. Rok później Ślęza zwyciężyła w rozgrywkach III ligi dolnośląsko-lubuskiej, lecz nie awansowała po porażce w barażach.
W 2013 roku rozpoczęto proces reaktywacji sekcji bokserskiej. Koszykarki, po dwóch sezonach w I lidze (2012/2013 i 2013/2014), awansowały do ekstraklasy kobiet (Tauron Basket Liga Kobiet), w której występują od sezonu 2014/2015. W sezonie 2016/2017 zdobyły mistrzostwo Polski.

## Nazwy
- 16 czerwca 1945 r. – założenie klubu, nazwa 1 KS Wrocław,
- marzec 1949 r. – zmiana nazwy na KS „Samorządowiec”,
- 1949 r. – po likwidacji zrzeszenia „Samorządowiec” klub wraz z WUZ, KS „Sieć” oraz ZKS „Tramwajarz” zmienia nazwę na KS „Ogniwo”,
- grudzień 1955 r. – Sparta, Ogniwo i Energetyk w wyniku fuzji utworzyły 1 KS z dopiskiem „Vroclavia”,
- styczeń 1956 r. – w wyniku konkursu przeprowadzonego przez redakcję „Słowa Polskiego” klub przyjął nazwę 1 KS Ślęza Wrocław,
- lipiec 2006 r. – po przejęciu klubu przez firmę Intakus klub przyjął nazwę I TS Intakus Ślęza Wrocław,
- luty 2009 r. – po fuzji z Gawinem Królewska Wola klub powrócił do nazwy I TS Ślęza Wrocław.
- 2012 – klub przyjął nazwę 1 KS Ślęza Wrocław

## Początki
Klub powstał 16 czerwca 1945 r. kilka tygodni po tym, gdy widmo wojny oddaliło się od Wrocławia. Trudno dziś dokładnie odtworzyć fakty w jaki sposób ówczesny naczelnik Wydziału Wojskowego Zarządu Miejskiego major Jan Gorgos zwerbował 16 działaczy. W każdym razie doprowadził do historycznego zebrania i wtedy to ukonstytuował się zarząd pierwszego na Ziemiach Zachodnich klubu sportowego. Otrzymał on nazwę prostą, ale wielce wymowną: „1-szy KLUB SPORTOWY” (w skrócie 1 KS). Pierwszym prezesem 1 KS-u został wiceprezydent Wrocławia Tadeusz Jan Drobut. Funkcje wiceprezesa objął Juliusz Erdt, sekretarką została Helena Bandrowska-Willowa, a skarbnikiem Adam Launer. Kierownikami poszczególnych wybrano: Aleksandra Marczyńskiego – lekkoatletyka, Józef Wymysło – piłka nożna, Zdzisław Gergowicz – gry sportowe, Włodzimierz Olejniszyn i Jerzego Derubskiego – tenis ziemny, Jan Skraba i Henryka Terlikowskiego – kolarstwo (ten ostatni zgodził się również kierować sekcją hokejową), Műnzera – tenis stołowy, Józefa Ziębe i Jana Kulca – boks oraz Maziarza – pływanie.
Od samego początku 1 KS związany był ze środowiskiem pracowników gospodarki komunalnej stając się sztandarowym klubem odradzającego się miasta. Od zarania powstania klubu opiekunami były Zarząd Główny i Okręgowy Związek Zawodowy Pracowników Gospodarki Komunalnej oraz Miejskie Przedsiębiorstwo Komunikacyjne. Stała opieka władz politycznych, związkowych i administracyjnych przyczyniła się do umocnienia roli 1 KS Ślęza. Miejskie Przedsiębiorstwo Komunikacyjne pomagało Ślęzie najbardziej. Klub miał różnych patronów, ale to właśnie załoga MPK wielokrotnie dawał dowody swojego przywiązania. Przez wiele lat – a od 1958 do bodaj 1970 roku – ster klubu spoczywał w rękach pracowników MPK. W tamtym okresie prezesami Ślęzy byli Bogusław Jankowski, Kuźbik i Bogusław Głoba. Oczkiem w ich głowie byli zawsze piłkarze i nie ma co się dziwić – wtedy bowiem wielu zawodników wywodziło się spośród załogi MPK. Pod koniec lat 70. w wyniku zmian struktury organizacyjnej załoga MPK sprawowała patronat nad – jedynie albo aż – całą sekcją piłki nożnej.
Klub we wczesnych latach nie miał jeszcze swego stałego miejsca. Zebrania zarządu odbywały się w szkole przy ul. Poniatowskiego 27, czasem zbierano się w stołówce przy ul. Kasprowicza, w mieszkaniu Jana Kulca przy piekarni – ul. Mikołaja 21, lub też w hotelu Polonia przy ul. Świerczewskiego [obecnie ul. Piłsudskiego]. Na jednym z zebrań młody artysta plastyk Andrzej Wilk zaprezentował zebranym projekt herbu klubowego. Spodobał się on wtedy wszystkim natychmiast. Zresztą, trzeba dodać, że agendy 1 KS-u rozsiane były po całym mieście. Najszybciej zorganizowano sekcje: piłkarską i pływacką. Pływacy już 22 czerwca 1945 roku wystartowali w zaimprowizowanych zawodach z okazji „Dnia Morza”. Piłkarze rozegrali pierwszy mecz w sierpniu. Głównymi ośrodkami życia sportowego w ówczesnym Wrocławiu były: stadion AZS na Zaciszu i obiekt lekkoatletyczny na Stadionie Olimpijskim.

## Sekcja piłkarska
11 sezonów w II lidze (ob. I lidze):
- 1954 – 10. (spadek)
- 1984/1985 – 11.
- 1985/1986 – 4.
- 1986/1987 – 10.
- 1987/1988 – 12.
- 1988/1989 – 16. (spadek)
- 1991/1992 – 9.
- 1992/1993 – 3.
- 1993/1994 – 4.
- 1994/1995 – 9.
- 1995/1996 – 16. (spadek)

### Lata 40. XX wieku
Pierwszą większą imprezą w wyzwolonym Wrocławiu w 1945 r. był mecz piłkarski. Co do tego zgodni są kronikarze i działacze. I właśnie w pierwszym szeregu stanęli piłkarze 1 KS Ślęza. W skład pierwszego zespołu klubowego wchodzili: Początek, Wisznia, Baranowski, Cybulski, Leopold Kosturkiewicz, Mieczysław Fige, Pudło, Góra, Skatulski, Obydziński, Rzeczkowski. W 1946 roku drużyna pozyskała dwóch znakomitych piłkarzy w osobach Żabickiego i Borka, a następnie najlepszego strzelca w historii klubu Edwarda Laseckiego, choć ilość jego goli nie jest znana. Po fuzji z WUZ, 1 KS zmienił nazwę na Ogniwo, a do zespołu przybył Antoni Arbach – legenda Ślęzy, pingpongista. Ponadto drużynę zasilili Mirosław Mucha, Kania, Gajewski i Adam Zwoliński. U schyłku lat 40. Ślęza liczyła się w Polsce. Wygrana z ZZK Poznań (tak przez rok nazywał się Lech Poznań), w barwach którego grali legendarni Edmund Białas i Teodor Anioła, zacięte pojedynki z chorzowskim Ruchem występującym na czele z Gerardem Cieślikiem i Henrykiem Alszerem, Polonią Warszawa z Henrykiem Boruczem i Marianem Łączem, czy Polonią Bytom z Michałem Matyasem, były wielkim wydarzeniami we wrocławskim sporcie.
W pigułce
- 1946 – wicemistrzostwo Dolnego Śląska po przegranej z Burzą Wrocław, zakwalifikowanie się do nowo powstałej klasy A
- 1947 – 3. miejsce w eliminacjach do I ligi za Polonią Świdnica i Pafawagiem Wrocław, 2. miejsce w grupie 1 klasy A
- 1948 – wicemistrzostwo Dolnego Śląska
- 1949 – mistrzostwo Dolnego Śląska, nieudane baraże o II ligę

### Lata 50. XX wieku
W 1951 r. wybuchł talent jednego z najlepszych bramkarzy dolnośląskich lat pięćdziesiątych Mieczysława Jednoroga, a do drużyny doszli reprezentant Polski Muskała i w 1954 r. Marceli Strzykalski. W 1953 roku Ogniwo zdołało, jako trzeci wrocławski klub, awansować do II ligi. Występowali w nim wtedy: Mieczysław Jednoróg, Siech, Mirosław Mucha, Antoni Arbach, Dragon, Kwiatkowski, Kurach, Kozłowicki, Sokołowski, Edward Lasecki, Borek i Małek. Radość trwała jednak krótko i po jednym sezonie Ogniwo znowu musiało grać w lidze okręgowej. Ale trzeba przyznać, że stawka była wtedy mocna – Górnik Zabrze, Stal Sosnowiec, Górnik Bytom, Budowlani Opole, Kolejarz Warszawa i Włókniarz Kraków.
| Tabela III ligi – gr. VI Wrocław, sezon 1953 1. Ogniwo Wrocław 22 67-23 37 2. Unia Kędzierzyn 22 58-24 34 3. OWKS Wrocław 22 63-33 27 4. Stal Wrocław 22 43-36 21 5. Stal Świebodzice 22 41-42 21 6. Kolejarz Kluczbork 22 41-45 21 7. Włókniarz Chojnów 22 40-45 20 8. Spójnia Lubań 22 54-49 21 9. Gwardia Opole 22 49-61 19 10. Włókniarz Prudnik 22 24-44 19 11. LZS Chróścice 22 38-56 18 12. Ogniwo Nysa 22 25-85 6 Baraż: Stal Gdańsk 0-1 1-1 Ogniwo Wrocław |

Wrocławianie wystąpili w tym czasie jednak w Pucharze Polski, gdzie w 1/32 ulegli na własnym boisku potentatowi, warszawskiej Legii 1:2 po dogrywce. Bramkę na wagę zwycięstwa Legionistów zdobył uderzeniem z trzydziestu metrów Ernest Pohl.
Później w swojej historii zespół 1 KS jeszcze kilkakrotnie szturmował bramy ówczesnej II ligi. Był nawet bliski końcowego sukcesu, ale w ostatniej chwili niespodziewana porażka zaprzepaszczała pracę całego roku. Tak było w 1958 roku, kiedy to zespół szkolony przez Czechosłowaka Karola Finka dał się ubiec poznańskiej Olimpii i Flocie Gdynia. Drużyna 1 KS znana była z uzyskiwania dobrych wyników w meczach towarzyskich, natomiast w mistrzowskich brakowało jej konsolidacji. Przykładem może być właśnie rok 1958, kiedy to po niepowodzeniach w rozgrywkach o wejście do II ligi, piłkarze 1 KS stoczyli pojedynek ze słynną Duklą Praga, występującą na czele z reprezentantami swego kraju Josefem Masopustem, Vacenovskym i Urbanem, przegrywając zaledwie 1:2. Oprócz seniorów  swoje pięć minut mieli także i juniorzy, którzy w 1957 doszli do półfinału Mistrzostw Polski. Jeden z zawodników tej świetnej drużyny Ryszard Matyszczak awansował do kadry juniorów reprezentacji Polski – zagrał 10 spotkań i strzelił jedną bramkę 16 kwietnia 1956 w turnieju młodzieżowym FIFA w Hiszpanii przeciwko RFN. W 1959 r. trenerem został Władysław Borek, który jako zawodnik był jednym z najlepszych strzelców w historii dolnośląskiego futbolu. Na tej zmianie zyskała młodzież, bowiem pod jego ręką zajęli oni 3. miejsce na turnieju w Dreźnie, wygrywając z Emporem Rostock 1:0, Ulm 1945 3:2 oraz SEV Westfaller 2:0. Następnie zostali Mistrzami Dolnego Śląska, co pozwoliło im grać o Mistrzostwo Polski. Na szczeblu ogólnopolskim znowu szło im dobrze, jednak tak jak 2 lata wcześniej, w tym przypadku marzenia również skończyły się na półfinale, gdzie zatrzymała ich Arka Gdynia. Seniorom nie szło tak dobrze jak młodszym kolegom i w lidze okręgowej zajęli 10. pozycję.
W pigułce
- 1950 – 2. miejsce w grupie 2 A klasy
- 1951 – mistrzostwo grupy wschodniej A klasy, nieudane baraże o 2 ligę
- 1952 – wicemistrzostwo w grupie wrocławskiej klasy wojewódzkiej
- 1953 – mistrzostwo ligi międzywojewódzkiej i awans do II ligi po barażach
- 1954 – spadek z II ligi
- 1955 – 11. pozycja w lidze międzywojewódzkiej. Klub powrócił do starej nazwy 1 KS
- 1956 – do nazwy 1 KS dodaną nową – Ślęza. 3. miejsce w lidze międzywojewódzkiej
- 1957 – seniorzy zajmują trzecie miejsce w nowej 3 lidze dolnośląskiej, a juniorzy Ślęzy dochodzą do półfinału Mistrzostw Polski, ale zatrzymują ich Karpaty Krosno, wygrywając 1:0. W finale Karpaty przegrały z Lechią Gdańsk 1:2.
- 1958 – 1. miejsce w III lidze dolnośląskiej, nieudane baraże o II ligę (porażki 0:3 i 1:2 z Olimpią Poznań i Flotą Gdynia oraz wygrana 4:0 z Kujawiakiem Włocławek)
- 1959 – seniorzy zajmują 10. miejsce w III lidze. Juniorzy ponownie doszli do półfinału mistrzostw kraju po zwycięstwie z Szombierkami Bytom w dwumeczu (wygrana 1:0 i remis 2:2). W półfinale grają z Arką Gdynia, ale po zwycięstwie 2:0 we Wrocławiu i porażce w Gdyni 0:2 o grze w finale zdecydowały rzuty karne, które wrocławianie przegrali.

### Lata 60. XX wieku
Były to lata chude dla zespołu przy ul. Wróblewskiego 9. Brak większych sukcesów, ciągła zmiana trenerów i dryfowanie między ligą okręgową i klasą A, a pod koniec lat 60. ligą międzywojewódzką. Jedynymi sukcesami były: trzecie miejsce w nowej III lidze i awans trzech juniorów do młodzieżowej reprezentacji Polski – Władysław Knapik, Tadeusz Wanat i Andrzej Ziemięcki, z czego dwóch pierwszych wystąpiło na turnieju UEFA w RFN.
W pigułce
- 1960 – zmiana trenera: Borka zastępuje Władysław Giergiel. Zespół spada do A – klasy. Ostatni sezon w cyklu wiosna-jesień
- 1961 – powrót trenera Władysława Borka, który wespół z Mirosławem Muchą awansował do 3 ligi
- 1962 – Ślęza walczy w lidze okręgowej (ówczesnej III lidze, zajmując 8 lokatę), juniorzy Ślęzy zdobywają mistrzostwo Dolnego Śląska
- 1963 – 13. miejsce w III lidze
- 1964 – 7. miejsce w III lidze
- 1965 – 4. miejsce w III lidze
- 1966 – 4. miejsce w III lidze
- 1967 – występy w nowej zreorganizowanej III lidze
- 1968 – 3. miejsce w III lidze
- 1969 – spadek do ligi okręgowej

### Lata 70. XX wieku
W pigułce
- 1970 – 5. miejsce w IV lidze – klasa okręgowa
- 1971 – 2. miejsce w IV lidze – klasa okręgowa
- 1974 – 17. miejsce w III lidze
- 1976 – 9. miejsce w III lidze
- 1979 – awans do III ligi

### Lata 80. XX wieku
W pigułce
- 1980 – 11 pozycja w III lidze i spadek
- 1981 – ponowny awans do III ligi
- 1982 – 6. miejsce
- 1983 – 3. miejsce
- 1984 – awans do II ligi
- 1985 – 11. miejsce z ledwie dwoma punktami przewagi nad strefą spadkową
- 1986 – 4. miejsce z dziewięcioma punktami straty do awansującej do I ligi, Olimpii Poznań i dwoma punktami przewagi nad strefą spadkową
- 1987 – 10 pozycja i dwa punkty przewagi nad strefą barażową o utrzymanie
- 1988 – 12. miejsce i gra w barażach o utrzymanie; Ślęza pokonała 1:0 i 2:0 Odrę Opole
- 1989 – ostatnie, 16. miejsce i spadek do III ligi

### Lata 90. XX wieku
W pigułce
- 1990 – 11. miejsce w III lidze
- 1991 – awans do II ligi; 2. miejsce za Chrobrym Głogów;
- 1992 – 9. miejsce z 31 pkt. na koncie
- 1993 – 3. miejsce z 42 pkt. na koncie
- 1994 – 4. miejsce i 43 pkt. – do awansu zabrakło czterech punktów
- 1995 – 9. miejsce i 32 pkt.
- 1996 – 16. miejsce i spadek z II ligi
- 1997 – 10. miejsce w III lidze
- 1998 – 11. miejsce i po reorganizacji rozgrywek aż 13 z 19 zespołów [w tym Ślęza] musiało opuścić szeregi III ligi
- 1999 – 13. miejsce w IV lidze

### Lata 00. XXI wieku
- 2000 – 14. miejsce w IV lidze
- 2001 – 9. miejsce w IV lidze i spadek (reorganizacja IV ligi)
- 2002 – 4. miejsce w lidze okręgowej
- 2003 – 3. miejsce w lidze okręgowej
- 2004 – 12. miejsce w lidze okręgowej
- 2005 – ostatnie miejsce i spadek do A klasy
- 2006 – 5. miejsce w A klasie
- 2007 – 1. miejsce w A klasie i awans do ligi okręgowej
- 2008 – 1. miejsce w klasie okręgowej i awans do nowej IV ligi
- 2009 – Fuzja z Gawinem Królewska Wola, 3. miejsce w II lidze (po barażach z GKP Gorzów Wielkopolski brak awansu)

### Lata 10. XXI wieku
- 2010 – 18. miejsce w II lidze, brak licencji na grę w III lidze, spadek do IV ligi
- 2012 – 1. miejsce w IV lidze grupy dolnośląskiej i awans do III ligi dolnośląsko-lubuskiej
- 2013 – 2. miejsce w III lidze dolnośląsko-lubuskiej
- 2014 – 1. miejsce w III lidze dolnośląsko-lubuskiej (po barażach z Ursus Warszawa brak awansu)
- 2015 – 6. miejsce w III lidze dolnośląsko-lubuskiej
- 2016 - 3. miejsce w III lidze dolnośląsko-lubuskiej
- 2017 - 10. miejsce w III lidze (grupa III)
- 2018 - 2. miejsce w III lidze (grupa III)
- 2019 - 2. miejsce w III lidze (grupa III)

Jesienią sezonu 2008/09 mający problemy finansowe II-ligowy Gawin Królewska Wola zdecydował się ogłosić upadłość. Ambitni działacze Ślęzy zdecydowali się jednak porozmawiać z prezesem klubu Andrzejem Gawinem, dzięki czemu wiosną 2009 doszło do fuzji obu klubów i I TS Intakus-Ślęza, zmieniając nazwę na I TS Ślęza Wrocław (jest to niemal powrót do pierworodnej nazwy, bo niegdyś klub nosił nazwę 1 KS Ślęza Wrocław), rozpoczął grę w II lidze. Przejęcie przez Ślęzą zdobytych jesienią przez Gawin punktów pozwoliło jej bezpiecznie dokończyć sezon, kończąc rozgrywki na 3. miejscu. Miejsce to zagwarantowało wrocławianom grę w barażach o I ligę. Dwumecz z GKP Gorzów Wielkopolski jednak przegrali po porażkach 0:5 i 0:1.
1 KS Ślęza słynął z dobrego szkolenia młodych piłkarzy. Czołowym trenerem grup trampkarzy przez wiele lat był Zbigniew Sulikowski. Prowadzona przez niego drużyna w latach 1988 i 1991 zdobywała mistrzostwo województwa wrocławskiego. W 2010 roku drużyna trampkarzy z rocznika 96 zdobyła trzecie miejsce na turnieju piłkarskim ZINA Dobiegniew Cup 2010.
W sezonie 2011/2012 1 KS Ślęza na kolejkę przed końcem rozgrywek zapewnił sobie awans (z IV ligi) do III ligi rozgrywanych na szczeblu dolnośląsko – lubuskim.
Sezon 2012/2013 to walka Ślęzy o awans. Mimo silnej pozycji w lidze, 1 KS przegrał walkę z UKP Zielona Góra zajmując 2. pozycję z dorobkiem 75 punktów.
w sezonie 2013/2014 Ślęza jest zdecydowanie najsilniejszą drużyna rozgrywek i ma dużą szansę na mistrzostwo ligi. W związku ze zmianami w organizacji rozgrywek na sezon 2014/2015, mistrzostwo ligi nie jest jednak równoznaczne z awansem. Jeżeli Ślęzie uda się wygrać ligę, czeka ją dwa etapy meczów barażowych ze zwycięzcą ligi łódzko – mazowieckiej i pomorsko – zachodniej.

## Sekcja pływacka
Założył ją i był pierwszym jej trenerem Marian Mużyłowski. Po nim przez pewien czas szkoleniem zajął się dr Józef Kłaptocz. Następnie pałeczkę przejęli Alfreda Bemówna i Zdzisław Naborczyk, którzy zresztą po pewnym czasie zostali małżeństwem. To za ich kadencji sekcja pływacka Ślęzy stała się pionierem na Dolnym Śląsku i od początku jej istnienia zawsze była w czołówce najlepszych, początkowo w okręgu, a potem przez wiele lat w Polsce. Zawodnicy zdobyli w tamtych ‘złotych czasach’ kilkadziesiąt tytułów mistrzów Polski i wielu z nich dostąpiło zaszczytu bronienia barw narodowych. Największymi indywidualnościami i legendami klubu w pływaniu uznać bez sprzecznie należy: Marię Komisarek – zdobywczyni ponad trzydziestu tytułów mistrzyni kraju, Antoniego Tołkaczewskiego – trzynastokrotnego mistrza Polski, a w latach 1950–1957 najlepszego pływaka kraju w stylu dowolnym i stałego członka kadry narodowej, z którą w 1952 r. pojechał do Helsinek na igrzyska olimpijskie, Aleksandra Stankiewicza – reprezentanta Polski i szesnastokrotnego mistrza Polski, oraz Daniela Fecicę, który był wielokrotnym reprezentantem Polski i czterokrotnym mistrzem kraju.

### 1946 – 1947
Najlepsi zawodnicy 1 KS-u to Anatol i Wiktor Iwanowscy, Ziłókowski, Butler oraz młodzi crawlista E. Lipiński, M. Zalewski, A. Tański, S. Damski, R. Łyczkowski. Bracia Iwanowscy oraz Ziółkowski przeszli następnie do AZS, natomiast Butler założył sekcję pływacką Burzy. Wielkim sukcesem było zdobycie przez Anatola Iwanowskiego mistrzostwa Polski na 200 m st. klasycznym w Poznaniu.

### 1948
Sekcja 1 KS-u wzmacnia się coraz bardziej. Do klubu wstępują Z. Jakubowski z Cracovii i L. Kajda z Polonii Bytom. W meczu pomiędzy Wrocławiem a Poznaniem w barwach gospodarzy startuje Lipiński, który zresztą później sprawia ogromną niespodziankę, zwyciężając na 100 m st. dowolnym jednego z najlepszych polskich sprinterów A. Manowskiego z AZS. W sekcji w tym czasie pojawiają się nowe talenty: P. Rotkiewicz, J. Kluz, B. Buczkowski i Z. Hawranek.

### 1949
Do Wrocławia przyjeżdża z BBTS Bielsko-Biała Alfreda Bemówna, jedna z najlepszych pływaczek kraju i zgłasza akces do 1 KS-u. Startuje ona wraz Lipińskim i Kajdą w meczu Wrocław-Kraków, który zakończył się nieznacznym zwycięstwem wrocławian 107:106. W tym roku Bemówna zdobywa mistrzostwo Polski na 100 i 400 m st. dow. – powtarza ten sukces również latem na kolejnych mistrzostwach kraju w Siemianowicach. W tym czasie klub zajmuje w mistrzostwach Dolnego Śląska trzecie miejsce za AZS i Związkowcem (Marek Petrusewicz).
Wśród młodzieży pływackiej Ogniwa zwracają na siebie uwagę Stanisław Kędzia (późniejszy rekordzista i wielokrotny reprezentant kraju w pływaniu oraz piłce wodnej), K. Rybacki, B. Dmoch, J. Filipek, B. Połzunow oraz Gizela Jagodzińska. W klubie zwrócono także uwagę na piłkę wodną. 1 KS ubiegając się o awans do I ligi przegrywa w Poznaniu ze Spójnią 4:5 i we Wrocławiu 3:4.

### 1950
Poważna choroba wyłączą Alfredę Bemównę-Naborczykową na dwa lata z czynnego uprawiania sportu. Jest to duże osłabienie stale rozwijającej się sekcji. W meczu Wrocław-Szczecin startują Lipiński, Rotkiewicz i Jagodzińska. Lipiński i Kluz wchodzą w skład reprezentacji waterpolowej miasta. Zimowe mistrzostwa pływackie przyniosły dalszy awans Ogniwa. Zajęło one drugie miejsce za Związkowcem. Muszanka, Stopkówna i Herbaczenko, a szczególnie nieprzeciętnie uzdolniony Antoni Tołkaczewski obejmują przodownictwo wśród pływackiej młodzieży klubowej. W tym roku Ogniwo rozgrywa kilka meczów towarzyskich – zwycięstwa z Gwardią Krotoszyn 94:54 i Ogniwem Dzierżoniów 102:64. Dość wyraźna porażka Ogniwa w Zabrzu z Górnikiem 80:127 zostaje przyćmiona przez sensacyjne zwycięstwo Tołkaczowskiego nad słynnym Ramolą – wygrana obija się szerokim echem w kraju. Rewanż we Wrocławiu wygrywa Ogniwo 111:98. Duży sukces odnieśli w Krotoszynie młodzicy Połzunow, Rybacki i Dmoch, którzy zdobyli indywidualne mistrzostwa Polski.
Waterpolistom wciąż nie dopisywało szczęście – w decydującym meczu o wejście do ligi przegrali w Inowrocławiu z Górnikiem Janów 4:8.

### 1951
Tołkaczewski, Jagodzińska, Zalewski i Stopokówna występują w reprezentacji Wrocławia, która walczy w Pucharze Miastr. Mecze towarzyskie: z drużynowym mistrzem Polski w konkurencjach męskich, Ogniwem Łódź 74:72, porażka z Ogniwem Warszawa 82:83. Wrocławskie Ogniwo wygrywa drużynowe mistrzostwo zrzeszeniowe przed Katowicami i Warszawą. Tołkaczewski zostaje wicemistrzem Centralnej Spartakiady na 200 m po porażce z Gremlowskim. W tym czasie wybuchają talenty Kamińskiego, Skrzetuskiego i Kozaka. Po chorobie wraca A. Bemówna.

### 1952
Tołkaczewski po raz pierwszy przepływa 100 m poniżej 1 minuty, ustanawiając w Bielsku-Białej rekord Polski (59,6) i dzięki temu wyjeżdża na Igrzyska Olimpijskie w Helsinkach 1952. W tym samym roku Tołkaczewski zostaje mistrzem kraju na 100 i 200 m st. dow., a Buczkowski wicemistrzem na 50 m z granatem. Zespół Ogniwa zdobywa mistrzostwa zrzeszenia i mistrzostwa Dolnego Śląska, dystansując Pafawag Wrocław o 150 pkt. Bemówna wygrywa dwukrotnie z Werakso (w ramach meczu z Polonią Warszawa 85:52) i na 100 m st. dow. zbliża się o 0,1 sek. do rekordu Polski (1,15.5) – zresztą, do rekordu zbliża się trzykrotnie bez powodzenia. Tołkaczewski bierze rewanż na Gremlowskim i bije rekord Polski na 200 m st. dow. (2,16.7). Ogniwo wygrywa z Kolejarzem Gdynia 87:70. Rekord Polski sztafety 5x50 m. (Tołkaczewski, Buczkowski, Rybacki, S. Kędzia, Kwiatkowski) – 2,21.7.

### 1953
Tołkaczewski znowu zostaje mistrzem kraju na 100 m st. dow. i wicemistrzem na 200 oraz 400 m st. dow. Najlepszy pływak wrocławskiej drużyny w rywalizacji z Proclem i Boniecki z Pafawagu poprawia rekord Polski na 100 m st. dow. na 58,6 sek, jak i w pojedynku z Gremlowski na 200 m st. dow., uzyskując 2,13.3. Mistrzem Polski zostaje również Stanisław Kędzia przepływając najszybciej dystans 400 m st. grzbietowym. Jako drużyna, Ogniwo rywalizuje z Pafawagiem o miano najlepszej drużyny Wrocławia. Bezpośredni pojedynek wygrywa 85,5:80,5 Pafawag. W sztafetach 4x100 m st. zmiennym (4,52.2), 4x100 m st. grzbietowym (Buczkowski, Tołkaczewski, Kędzia, Rybacki) – 5,13.5 i 4x100 m st. klasycznym (7,20.0), Ogniwo ustanawia rekordy kraju. Ponadto zespół wygrywa z Flotą Gdynia 94:75, a także zdobywa prymat w mieście w szkoleniu młodzików i dostarcza coraz więcej zawodników do reprezentacji okręgu. Pojawiają się nowe talenty: Raczyński, Podhorska oraz Słomiana.

### 1954
To jest dobry sezon Ogniwa, które zdobywa Puchar CRZZ. Wrocławianie przegrywają w derbowym pojedynku z Pafawagiem (69:70), późniejszym drużynowym mistrzem Polski. Indywidualnie najlepszym w kraju został Antoni Tołkaczewski, który na 100 m st. dow., nie ma sobie równych, przy czym dwukrotnie pobija rekord (najpierw na 58,4 sek., a potem na 58 sek.). Te wyniki dają mu awans do kadry i pozwalają wystąpić na Akademickich Mistrzostwach Świata w Budapeszcie – m.in. wygrywa z Kadasem, i mistrzostwach Europy w Turynie (o mało nie wchodzi do finału). W tym samym roku Tołkaczewski próbuje zmienić styl pływania z dowolnego na motylkowy i z miejsca dochodzi do krajowej czołówki.
Alfreda i Zdzisław Naborczykowie wychowują znakomitych pływaków w osobach Raczyńskiego, Rybackiego (st. delfin), J. Łuczkiewicza (grzb.) oraz 15-letniej Furnalównej (st. dow., ustala rekord Polski dziewcząt na 100 m). Alfreda Bem-Naborczykowa zostaje laureatką plebiscytu „Słowa Polskiego” na najlepszego trenera Dolnego Śląska.
Waterpoliści Ogniwa awansują do I ligi obok Stali Ostrowiec, CWKS Warszawa, Stali Gliwice, Gwardii Katowice i Spójni Poznań. Ogniwo wygrywa z Ogniwem Szczecin, Górnikiem Zabrze, Ogniwem Bytom, Polonią Warszawa oraz Pafawagiem (Puchar CRZZ). Wrocławski zespół zdobywa po raz czwarty mistrzostwo zrzeszenia.

### 1955
Po zmianie nazwy na 1 KS Sparta do sekcji wstępują zawodnicy z rozwiązanej Spójni. 1 KS ponownie tryumfuje w rozgrywkach o Puchar CRZZ i do tego dochodzi jeszcze jeden wielki sukces: drugie miejsce w drużynowych mistrzostwach Polski. Tołkaczewski zostaje mistrzem na 100, 200 i 400 m st. dow. i to zarówno na mistrzostwach letnich, jak i zimowych. Kazimierz Rybacki zostaje dwukrotnym mistrzem na 100 i 200 m delf. – mistrzostwa zimowe. Alfreda Bem-Naborczykowa ponownie zostaje przez Słowo Polskie wybrana na najlepszego trenera Dolnego Śląska.
Podczas meczu w Poznaniu CRZZ – Afbau Magdeburg Raczyński ustanawia w walce ze słynnym pływakiem NRD Fristchem nowy rekord Polski na 200 m st. mot. na 2,44., by niedługo później w Warszawie na meczu Polski ze Szwecją poprawić go na 2,39.8! W meczu z Magdeburgiem dobrze płynie także Tołkaczewski, poprawiając swój rekord na 200 m st. dow. aż o 3 sekundy (2,10.4)! Dwa rekordy juniorskie Polski bije także na 200 i 400 m. Furnalówna, a duży talent pokazuje młody Krzywobłocki (st. klasyczny).
Sensację w kraju wywołuje wiadomość, że pływacy 1 KS-u nim siądą do szkolnych ławek, trenują o godzinie 6 rano na krytym basenie. Za sukcesami pływaków 1 KS-u stoi uporczywa i wytrwała praca – piszą gazety.

### 1956
Tołkaczewski zdobywa klasycznego hat-tricka – zostaje bowiem mistrzem kraju na 100, 200 i 400 m., podczas mistrzostw zimowych. Zdobywając mistrzostwo na 200 m. wrocławski pływak ustanawia nowy rekord na 2,10.2. Ponadto w meczu ze Szwecją w Varsberg przepływa 100 metrów na pięćdziesięciometrowym basenie w 58.1 sek. Mistrzostwo Polski, tyle, że juniorek zdobywa Furnalówna na 100 i 400 m st. dow., wyprzedzając Danutę Baraniukównę, która przeniosła się na studia z Prudnika do Wrocławia i zgłosiła swój akces do Ślęzy. Mistrzem juniorów na 100 m st. dow. zostaje także Aleksander Stankiewicz, a Ślęza wygrywa drużynowo całą imprezę. W tym roku do Stargardu przeniósł się Raczyński. Pojawiają się za to nowe talenty: Wachowicz, Gajdówna, Czapska i Piątkowski.
W Olsztynie odbyły się długodystansowe mistrzostwa Polski – wrocławianie zajęli druga pozycję, tuż za Spartą Warszawa, choć to Ślęza awansowała do finału po zwycięstwie nad warszawską drużyną 78:61. Finał się jednak nie odbył, a w wyniku liczenia małych punktów lepsi okazali się warszawianie. Ślęza zdobywa jednak Puchar WKKZZ w pływaniu, a waterpoliści Puchar WKKF. W tej ostatniej imprezie najlepszym strzelcem okazał się Majdaniec, zdobywając 27 bramek. Z towarzyskich meczów na uwagę zasługuje zwycięstwo nad Wisłą Kraków 80:74.

### 1957
Ślęza zdobywa prymat we wrocławskim pływactwie, zwyciężając Pafawag 111:75. W ogólnej punktacji za mistrzostwa okręgu seniorów, juniorów, młodzików i dzieci sekcja pływacka, prowadzona przez Naborczyków, zajmuje pierwsze miejsce. Piątkowski awansuje do reprezentacji juniorów na mecz z Francją. Tołkaczewski zostaje wicemistrzem na 100 m st. dow. Na tym samym dystansie drugą lokatę u kobiet wywalcza Danuta Baraniukówna. Na mistrzostwach juniorów w Bielsku-Białej Gajdówna zdobywa tytuły nba 100 i 200 m st. grzb., a Baraniukówna na 100 i 400 m st. dow. W ogólnej punktacji juniorów Ślęza jest trzecia za Polonią Bytom i Legią Warszawa. Na długodystansowych mistrzostwach na kanale w Bydgoszczy w wyścigu na 3 km Furnalówna jest druga za Werakso z Polonii Warszawa, a Baraniukówna trzecia. Na 5 km zwycięstwa Piątkowski przed Ludwikowskim (Warszawa) i Koehenem.
Sekcja pływacka wyjechała w tym roku na mecz ze Schwimm Union do Wiednia, lecz bez Tołkaczewskiego i Jaworskiego. Po powrocie, już z nimi w składzie, wrocławianie ogrywają 107:98 Pafawag i zdobywają mistrzostwo okręgu. Dochodzi także do dwóch meczów pływackich z Einheitem Drezno – Niemcy dwukrotnie wygrywają 76:66 (Wrocław) i 79:63 (Drezno). W Einheicie startował m.in. mistrz NRD w stylu klasycznym Fritsche.
Waterpoliści zajmują drugie miejsce w II lidze, zwyciężając z Wartą Poznań 7:5, AZS-em Wrocław 6:5 i Spartą Warszawa 9:6. Później biorą udział w turnieju zorganizowanym we Wrocławiu i pokonują Olimpię Poznań 11:5 oraz Górnika Zabrze 13:10. Na zakończenie roku piłkarze wodni spotkali się z niemieckim Motorem Arnstadt, przegrywając 7:11.
Oprócz waterpolistów i pływaków we Wrocławiu odbywa się pokaz baletu wodnego.

### 1958
Drużynowo ubiegała się o mistrzostwo Polski – awans do półfinału, po zwycięstwach nad Orłem Łódź i Lechem Poznań, a następnie eliminacja rywali w postaci Warty Poznań i Polonii Warszawa, dało w konsekwencji trzecie miejsce. Lepszymi okazały się reprezentacje Legii Warszawa i Floty. W zimowych mistrzostwach Danuta Baraniukówna, Krystyna Jagodzińska i Małgorzata Pastusiakówna (ta ostatnia trafiła do Ślęzy po fuzji sekcji pływackich dwóch wrocławskich klubów – drugim była Burza Wrocław) zdobyły wicemistrzostwo.
Oprócz takiego wyniku sama Baraniukówna zebrała kilka tytułów – m.in. mistrzostwo Polski na 400 m. stylem dowolnym oraz tym samym stylem wicemistrzostwo na 100 m.
Zawodnicy Ślęzy w tym roku poprawili również kilka rekordów kraju. Sztafeta męska 5x50 m. st. dow., którą stanowili Puchała, Kohnen, Stankiewicz, Piątkowski i Majchrowicz, uzyskała 2.19,3, a 4x100 m. st. dow. (tutaj płynęli Lachaut, Martyniuk, Stankiewicz, Kohnen) – 4.18,4. Ta druga sztafeta miała swoją aprobatę również wśród pań – Renata Tykierka, Małgorzata Pastusiak, Danuta Baraniukówna i Maria Komisarek osiągnęły wynik 5.10,0. Natomiast Krystyna Jagodzińska na 100 m. st. mot. popłynęła w czasie 1.23,6 i była najlepsza wśród juniorek.
Zresztą, juniorzy pokazali w tamtym roku swoją siłę, zdobywając Puchar CRZZ, będąc lepszym od Polonii Warszawa, Arki Gdynia i Warty Poznań.

## Sekcja koszykówki

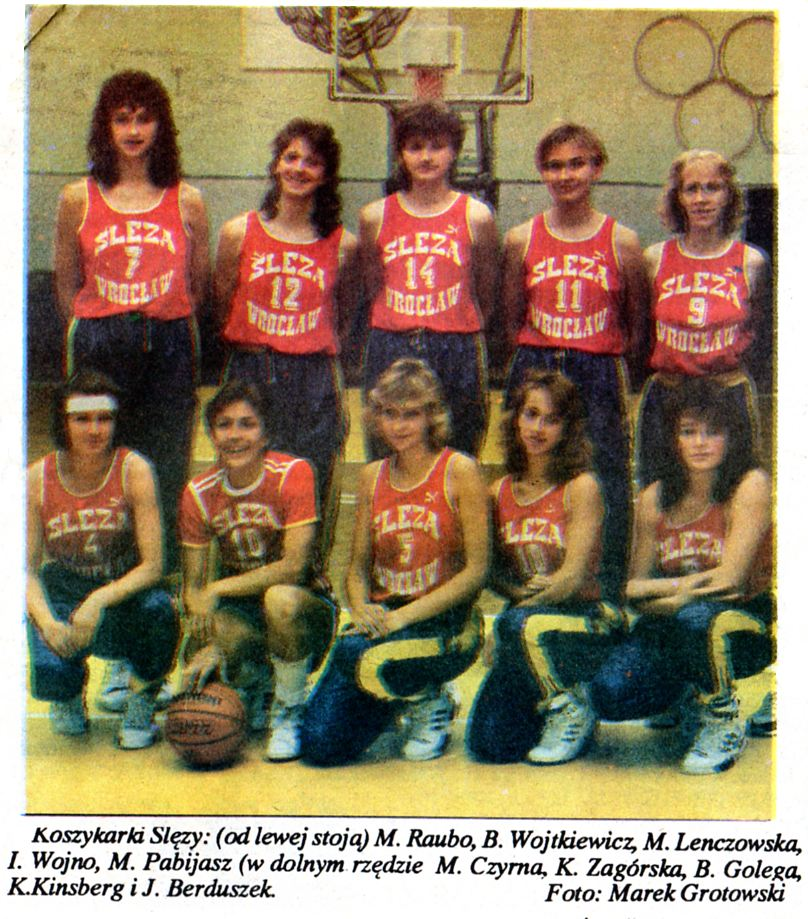
Sekcja koszykówki kobiet, 1990

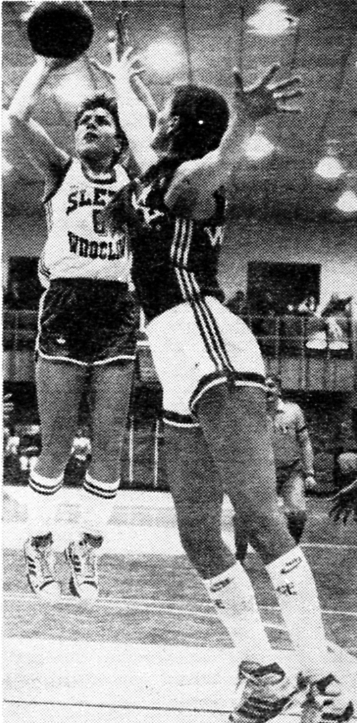
Sekcja koszykówki kobiet: Zagórska w ataku (1990)

W maju 1950 roku Henryk Rejnowski zwrócił się do nauczyciela wf z I Liceum Ogólnokształcącego mgr Edwarda Damczyka z propozycją objęcia opieki przez klub nad koszykarzami szkolnego zespołu „Juvenia”. Oferta została przyjęta i tak się wszystko zaczęło. Niedługo potem do klubu przybył Eugeniusz Spisacki, dzięki któremu założono żeńską drużynę, która w sezonie 1986/1987 zdobyła jedyne w historii wrocławskiego kobiecego basketu mistrzostwo Polski oraz cztery wicemistrzostwa Polski. Do tego kadetki i juniorki dodały brąz, dwukrotnie srebro i czterokrotnie złoto mistrzostw kraju. Seniorki jeszcze w roku 1993 uzyskały brąz, by w sezonach 2000/01 i 01/02 jeszcze dwukrotnie to powtórzyć. Pod koniec 2003 r. żeńska sekcja koszykówki upadła. Została reaktywowana jako WTK Ślęza EnergiaPro Wrocław i funkcjonowała w tej formie w latach 2004–2011.
Od 2011 sekcja koszykówki kobiet ponownie stała się integralną częścią klubu i występuje pod nazwą 1 KS Ślęza Wrocław. W sezonie 2013/2014 zespół wywalczył ważny dla klubu powrót do koszykarskiej ekstraklasy – Tauron Basket Ligi kobiet, gdzie będzie występować w sezonie 2014/2015.
Najwybitniejsze postacie żeńskiej koszykówki w Ślęzie to: Janina Gerycz-Spisacka, Urszula Sarna, Mariola Pawlak – w 1980 na Mistrzostwach Europy zdobyła z reprezentacją Polski brązowy medal, Violetta Kuźbik, Krystyna Zagórska, Lucyna Mruk, Maria Bubik-Stawinoga, Teresa Elster, Joanna Cupryś i Ingrida Ryng. Wśród mężczyzn należy wymienić: Eugeniusza Spisackiego, Leonarda Czapkowskiego, Henryka Rejnowskiego, Fryderyka Kozakiewicza i Wiesława Korpackiego.

### Miejsca w strefie medalowej Mistrzostw Polski
(daty oznaczają rok zakończenia sezonu)
- 1982 – wicemistrz Polski – trenerzy Eugeniusz Spisacki i Z. Fajbusiewicz
- 1984 – wicemistrz Polski- Andrzej Kuchar i Z. Fajbusiewicz
- 1985 – wicemistrz Polski – Z. Fajbusiewicz i R. Krauze
- 1986 – wicemistrz Polski- Z. Fajbusiewicz i R. Krauze
- 1987 – mistrz Polski, Z. Fajbusiewicz i R. Krauze
- 1993 – trzecie miejsce, J. Wierzbicki i R. Krauze
- 2001 – trzecie miejsce, M. Olesiewicz i R. Prostak
- 2002 – trzecie miejsce, M. Olesiewicz i R. Prostak
- 2016 – trzecie miejsce, A. Rusin i G. Krzak
- 2017 – mistrz Polski, A. Rusin i G. Krzak

Pierwsza piątka mistrzowskiego składu to: Mariola Pawlak, Teresa Kępka, Katarzyna Kowalska, Mirosława Pabijasz, Violetta Kuźbik – Wchodzące: Iwona Kowalczyk, Maria Lenczowska, Lucyna Wierzbicka, Barbara Klęczar, Zuzanna Leżuch, Beata Szpilska, Grażyna Wolska. Trenerzy – Zbigniew Fajbusiewicz i Romuald Krauze

## Sekcja bokserska
Sekcja bokserska 1 KS-u, która dała właściwie początek wrocławskiemu pięściarstwu narodziła się w niezwykłych warunkach … wśród worków mąki, bochenków chleba i kosztów ciasta. Jednym z członków sekcji był piekarz Albin Kuc, a Jan Kulec nie bacząc na protesty żony udostępnił im dwa pokoje przy ul. Mikołaja 21. Z biegiem czasu pięściarze znaleźli inne lokum. W 1947 i 1948 roku o bokserach Ślęzy Wrocław głośno było w całej Polsce, kiedy to we Wrocławiu ulegają mistrzostwie Polski: drużyny z Warszawy i Gdańska, nie daje rady też i Pafawag. Ślęza remisuje nawet z Lazio Rzym! W tych meczach furorę robi Ryszard Waluga, który bezsprzecznie jest najlepszym bokserem w dziejach 1 KS-u. Krótko trwa jednak ta ‘epoka’. W 1950 r. Ślęza żegna się z I ligą i nie odzyskuje już swej hegemonii. Po połączeniu z Burzą Wrocław w 1958 r. kończy się sekcja bokserska.
W roku 2013 zostały podjęte prace nad reaktywacją sekcji. Obecnie sekcja bokserska jest w organizacji.

## Sekcja hokejowa i łyżwiarstwa szybkiego
Brak sztucznego lodowiska nie był przeszkodą dla zapalonej garstki zwolenników tych sportów, aby stworzyć sekcję hokejową i łyżwiarstwa szybkiego. Udało się to zrobić w sezonie zimowym z 1945 na 1946 r. Pierwszy pojedynek udało się zagrać jednak dopiero rok później, kiedy to 1 stycznia naprzeciw sobie stanęły drużyny 1 KS-u i teamu Wrocławia, w barwach którego wystąpili również zawodnicy I Klubu Sportowego. Team przegrał dwukrotnie 2:5 i 6:11 w rewanżu. Tytuł mistrzowski wywalczono jednak raz, w 1950 r. W sumie hokeiści stoczyli 47 pojedynków, z czego rozstrzygnęli na swoją korzyść 33, przegrali 10 i zremisowali 4, a więc bilans wybitnie dodatni. Wśród łyżwiarzy świetnie jeździł Henryk Terlikowski, który dostał się nawet do kadry narodowej. Ze względu na brak sztucznego boiska i niesprzyjających warunków atmosferycznych obie sekcje rozwiązano. Sekcja hokeja na lodzie została przejęta przez zrzeszenie Samorządowiec, a później przez KS Ogniwo aby 1950 ulec rozwiązaniu.

## Sekcja kolarska
Sekcja ta powstała z chwilą powołania klubu i jej pierwszymi członkami byli Henryk Terlikowski, Adam Trynkos, bracia Fige, Dzeciuchowicz, Debiec, Tyczyński, Stys i Pęcherzewski. Kolarze 1 KS-u odnieśli w imprezach sporo sukcesów. M.in. Trynkos wygrał dwuetapowy wyścig na trasie Wrocław-Kudowa-Wrocław, a zespół dwukrotnie zdobył puchar „Trybuny Dolnośląskiej”, a w 1953 r. dwuetapowy wyścig rozegranym w Boguszowie.

## Sekcja tenisa stołowego
Powstanie sekcji w 1949 r. to zasługa Antoniego Arbacha. Arbach bowiem to jeden z najbardziej zasłużonych sportowców i trenerów klubu, który swoim zdyscyplinowaniem i pracowitością służył za wzór wszystkim zawodnikom i ich wychowawcom. Ze sportem zetknął się już w 1935 r., ale nie pasjonował się – o dziwo – tenisem stołowym, a boksem i pływaniem. Arbach wraz z Waldemarem Roslanem i Tadeuszem Ciuprykiem doprowadzili zespół Ślęzy (wtedy Ogniwo) do mistrzostwa (1950) i trzykrotnego wicemistrzostwa kraju (1951, 1952 i 1953). Sam Arbach był indywidualnym mistrzem i dwukrotnie wicemistrzem Polski, podobnie jak Roslan (ten raz wicemistrz) – obaj zresztą należeli do kadry narodowej. Arbach odnosił też sukcesy jako trener – dzięki jego pracy Antoni Pawlak został mistrzem kraju juniorów (1964), Zbigniew Pawlikowski wicemistrzem kraju juniorów w grze deblowej (1972) oraz akademickim mistrzem kraju w grze deblowej z Leszkiem Gardasiem (1974), a Maria Poradzińska siedmiokrotnie mistrzynią Dolnego Śląska. Ukoronowaniem pracy Arbacha było zajęcie przez Ślęze pierwszego miejsca w rankingu Polskiego Związku Tenisa Stołowego, który prowadził klasyfikację zespołów, biorąc pod uwagę uczestnictwo w imprezach i osiągnięte w nich wyniki. Wychowanek klubu Marian Pietraszak w 1955 r. zdobył międzynarodowe mistrzostwo Skandynawii.
Oprócz Arbacha, Roslana i Pietraszaka do najważniejszych postaci klubu w tenisie stołowym należeli: Tadeusz Ciupryk – także reprezentant kraju, Jadwiga Chądzyńska, Władysław Blauciak, Bronisław Szostkowski, Zbigniew Pawlikowski Zygmunt Sutkowski, Irena Gaber i Stanisław Rożenek.

## Sekcja piłki ręcznej
Żeńska sekcja została utworzona w 1974 roku i grały w niej głównie zawodniczki AZS Politechniki Wrocław. Sekcja upadła z powodu problemów finansowych w klubie po sezonie 1990/91, kiedy Ślęza zajęła w I lidze w grupie B szóstą lokatę.